# Synodites orbitalis
Synodites orbitalis là một loài tò vò trong họ Ichneumonidae.